# Bistum Wilcannia-Forbes
Das Bistum Wilcannia-Forbes (lateinisch Dioecesis Vilcanniensis-Forbesina, englisch Diocese of Wilcannia-Forbes) ist eine in Australien gelegene römisch-katholische Diözese mit Sitz in Broken Hill.

## Geschichte
Das Bistum Wilcannia-Forbes wurde am 10. Juni 1887 durch Papst Pius IX. aus Gebietsabtretungen der Bistümer Armidale, Bathurst und Goulburn als Bistum Wilcannia errichtet und dem Erzbistum Sydney als Suffraganbistum unterstellt. Das Bistum Wilcannia wurde am 28. Juli 1917 in Bistum Wilcannia-Forbes umbenannt.

## Ordinarien

### Bischof von Wilcannia
- John Dunne, 1887–1916

### Bischöfe von Wilcannia-Forbes
- William Hayden, 1918–1930, dann Erzbischof von Hobart
- Thomas Martin Fox, 1931–1967
- Douglas Joseph Warren, 1967–1994
- Barry Francis Collins, 1994–2000
- Christopher Toohey, 2001–2009
  - Terence Brady, 2009–2014 (Apostolischer Administrator)
- Columba Macbeth Green OSPPE, seit 2014

## Weblinks

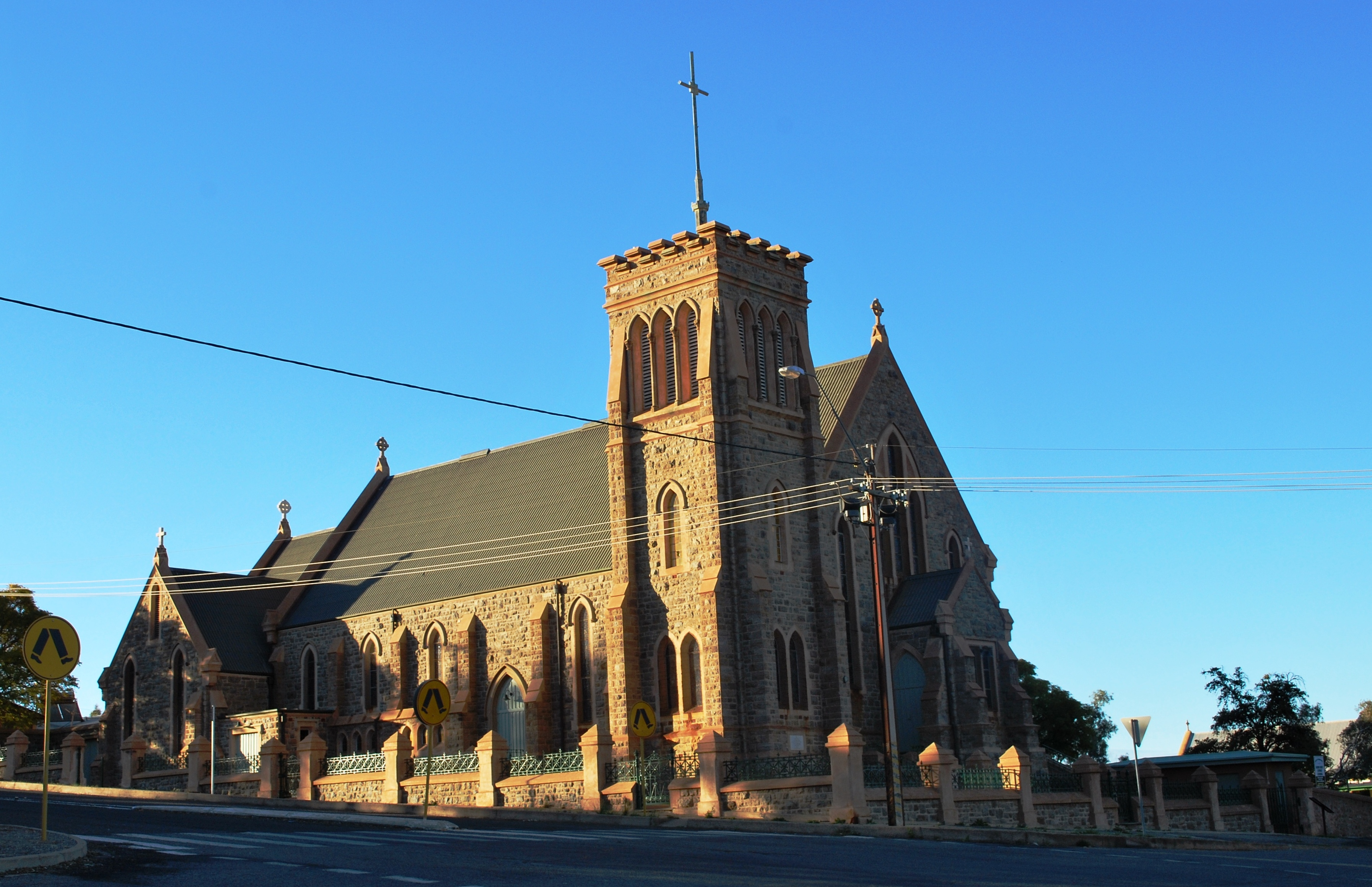
Sacred Heart Cathedral in Broken Hill